# Burqin
Burqin (en árabe: برقين‎) es un pueblo palestino al norte de Cisjordania, a unos 5 kilómetros al oeste de Yenín. Según la Oficina Central de Estadísticas de Palestina (PCBS), la población aproximada de Burqin a mediados de 2023 era de 7.986 habitantes. La mayoría de los habitantes de Burqin son musulmanes, aunque unos 70 cristianos viven también allí. La Iglesia de San Jorge o Iglesia de Burqin está considerada la tercera iglesia cristiana más antigua del mundo.

## Historia
Burqin está construido sobre la ladera de una colina, y muchas de sus viviendas están formadas a partir de antiguas piedras reutilizadas de otras construcciones.
Aparece mencionado bajo el nombre Burqana en las Cartas de Amarna, del siglo XIV a. C., como una de las muchas ciudades conquistadas por el señor de la guerra cananeo Lab'ayu a lo largo del Valle del Dothan y el sur del Valle de Jezreel.
En el pueblo se han encontrado trozos de cerámica de la Edad del Bronce Temprana I, Bronce Temprana IIB, Bronce Tardío III, Edad del Hierro I, Edad del Hierro II, Imperio Romano tardío, Imperio bizantino, Califato Omeya, época medieval y de la temprana era otomana. También se han descubierto tres pozos de época romana y una serie de antiguas biblias, sellos y candiles.
La Iglesia de San Jorge data del siglo IV d. C. y fue construida por Santa Helena para conmemorar el milagro de la sanación de los diez leprosos, que según la tradición cristiana tuvo lugar en Burqin.

### Época otomana

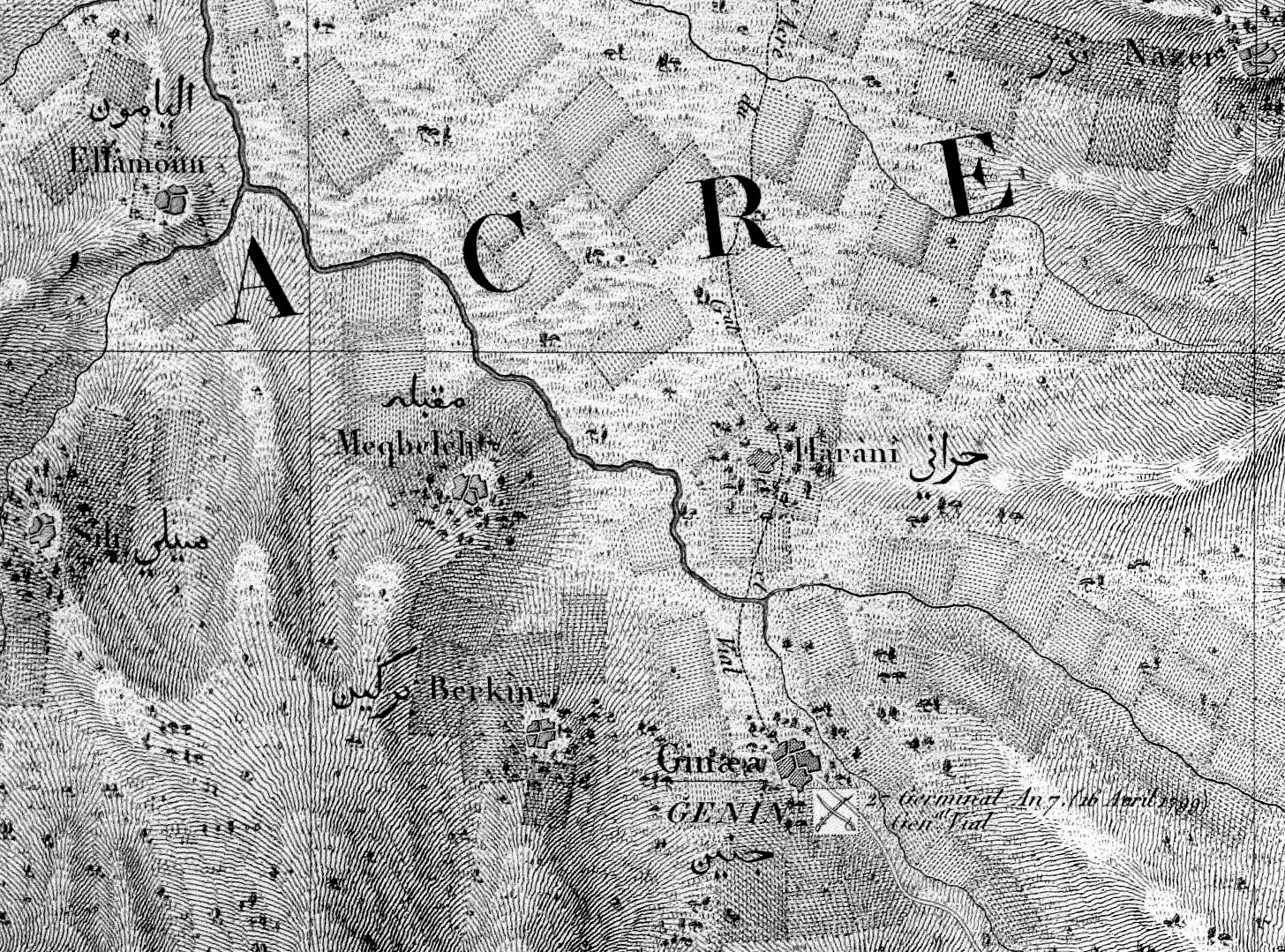
Burqin y sus proximidades en 1799

En 1517, tanto Burqin como el resto de la región de Palestina pasaron a formar parte del Imperio Otomano, y en los registros de impuestos de 1596 aparecía inscrito como Bruqin, ubicado en la nahiya de Jabal Sami, en el liwa de Nablus. La población de la localidad era de 23 hogares y 4 solteros, todos ellos musulmanes. Pagaban una tasa fija del 33,3% sobre productos agrícolas, lo que incluía trigo, cebada, cultivos de verano, cabras y colmenas, olivos e ingresos ocasionales; un total de 7.980 akçe.
En 1799, Pierre Jacotin colocó en su mapa el pueblo, denominado Berkin, justo al oeste de Yenín. En 1838, Edward Robinson ubicó Burqin en el Distrito de Yenín, también llamado "Haritheh esh-Shemaliyeh".
En 1863, cuando Victor Guérin visitó la zona, calculó que el pueblo tendría aproximadamente un millar de habitantes, todos ellos musulmanes con la excepción de unos 90 cristianos ortodoxos. También anotó que "unas 30 cisternas excavadas en la roca son prueba de que esta aldea se asienta sobre un antiguo poblado."
En 1872, Claude Reignier Conder visitó Burqin durante los estudios que realizó sobre Palestina. Allí fue recibido por el párroco local, que le mostró la iglesia. Tenía una pantalla de piedra hacia el este cerrando sus tres ábsides.
En 1882, el Estudio de Palestina Occidental del Fondo para la Exploración de Palestina describió Burkin como "un pueblo de cristianos ortodoxos con una pequeña iglesia moderna para el rito griego. Se halla en la ladera de un cerro blanco, con un buen pozo hacia el norte y con olivos cerca de él."

### Mandato británico de Palestina
En el censo de Palestina de 1922, llevado a cabo por las autoridades del Mandato británico de Palestina, Burqin tenía una población de 883 habitantes; 871 musulmanes y 12 hombres cristianos. Su población había aumentado en el censo de 1931, cuando alcanzó la cifra de 1.086 habitantes; 1.010 musulmán y 76 cristianos, que vivían en un total de 227 casas habitadas.
Para 1945, la población había vuelto a crecer hasta los 1.540 habitantes que vivían sobre una superficie de 19.447 dunams (19,447 kilómetros cuadrados), según un estudio oficial de tierra y población. De su superficie total, 3.902 dunams estaban dedicados a plantaciones y regadíos, 11.219 dunams a cereales y 36 dunams eran terreno urbanizado.

### Ocupación jordana
Como resultado de la guerra árabe-israelí de 1948, y tras los acuerdos de armisticio de 1949, Burqin y el resto de Cisjordania quedaron sometidas a un régimen de ocupación jordana.

### Ocupación israelí
La victoria israelí en la Guerra de Seis Días de 1967 llevó aparejada la conquista y ocupación militar por parte de Israel de Cisjordania (incluido Burqin), la Franja de Gaza, Jerusalén Este, los Altos del Golán y la Península del Sinaí. De acuerdo con la ONU, todos estos territorios siguen a día de hoy bajo un régimen de ocupación militar israelí, salvo en el caso de la Península del Sinaí, que fue devuelta a Egipto en el marco de los Acuerdos de Paz de Camp David en 1978.

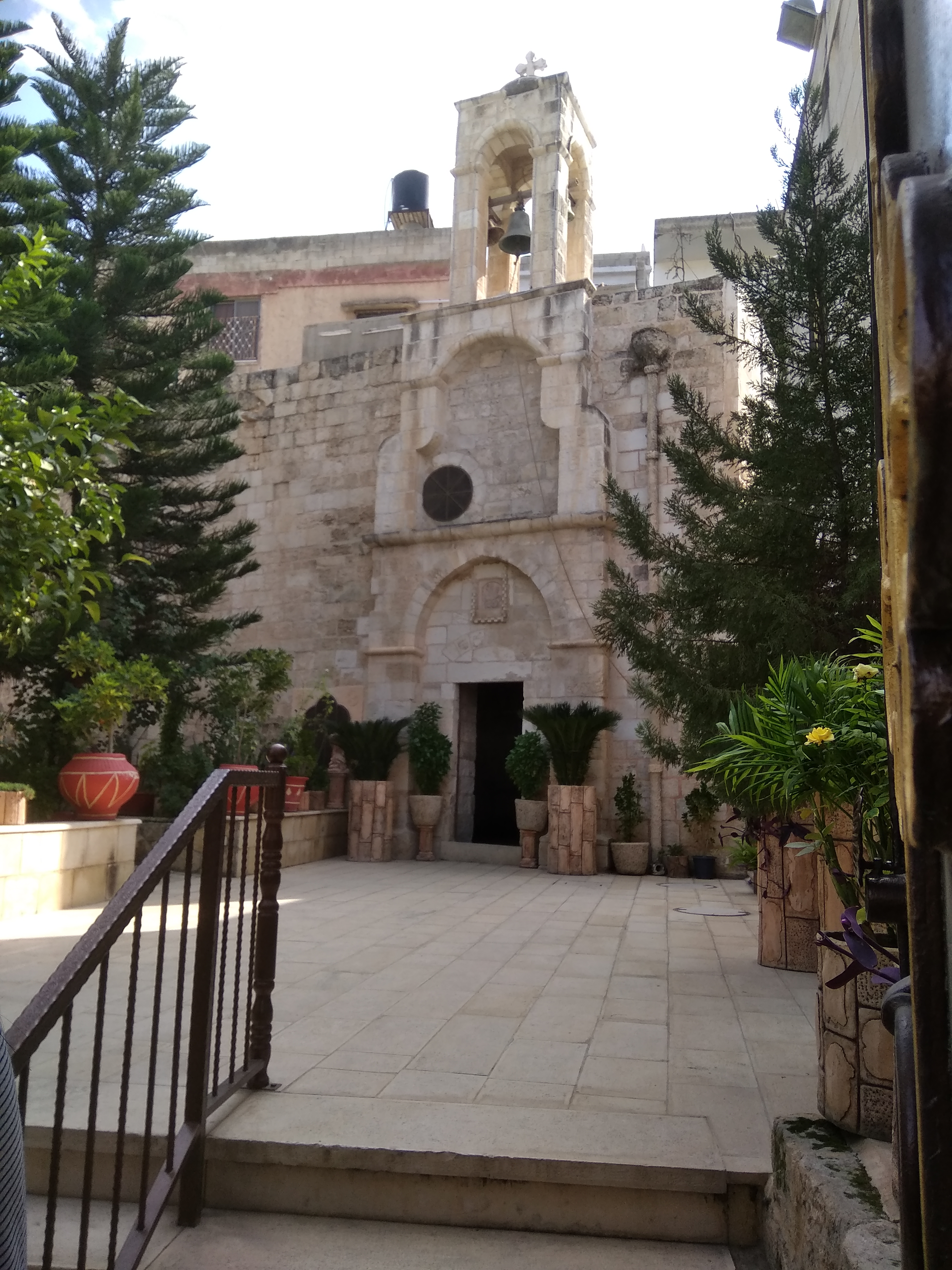
Iglesia de San Jorge de Burqin.

El 19 de agosto de 2002, un joven de 14 años llamado Muhammad Amin Ali abu-Odeh murió en Burqin de un disparo en la cabeza realizado por soldados israelíes. Estaba jugando cerca de su casa durante un toque de queda. Mutaz Wasef Mustafa al-Amoudi, de 15 años, fue abatido el 8 de noviembre de 2003 por soldados israelíes cuando les arrojaba piedras durante una incursión en el pueblo. El 21 de julio de 2015, un habitante de Burqin de 19 años murió abatido por las fuerzas israelíes durante un enfrentamiento con tropas que se habían adentrado en la ciudad en una misión de arresto nocturna.Otro joven de Burqin de 18 años, Ahmad Samir Mahmoud Abu 'Obeid, murió el 3 de febrero de 2018 por un disparo en la cabeza realizado por soldados israelíes en el trascurso de una incursión. Tres jóvenes más de la localidad, incluido un niño, murieron en dos incursiones israelíes consecutivas los días 26 y 30 de septiembre de 2021. En la primera de ellas, Yusef Muhammad Fathi 'Odeh, de 15 años, y Ousamah Yasser Muhammad a-Subuh, de 22 años, fueron abatidos por una unidad encubierta mientras lanzaban piedras contra soldados del ejército israelí. Cuatro días después, 'Alaa Naser Muhammad Zyud, de 20 años, fue también abatido por esta unidad especial del ejército israelí, y rematado con múltiples disparos mientras yacía en el suelo.

## Turismo
El Ayuntamiento de Burqin y el Ministerio de Turismo de Palestina están trabajando para hacer de la Iglesia de San Jorge un destino turístico más popular. Se han proyectado mejoras en las infraestructuras de la ciudad para incrementar su capacidad de recibir turistas. La Agencia de Estados Unidos para el Desarrollo Internacional (USAID) está financiando un proyecto para convertir un edificio antiguo en un centro de recepción de turistas, donde estarán a su disposición charlas generales y visionados de películas previas a la visita de la iglesia y de otros lugares históricos en la ciudad.
El ayuntamiento está también en comunicación con la UNESCO para que la ciudad aparezca listada como Patrimonio de la Humanidad.A mediados de 2023, Reuters informaba de que la ciudad recibe ya miles de peregrinos cristianos cada año.